# 792
| 792                |
| ------------------ |
| Dødsfald - Fødsler |
|                    |

| Gregoriansk kalender | 792 DCCXCII             |
| Ab urbe condita      | 1545                    |
| Armensk kalender     | 241 ԹՎ ՄԽԱ              |
| Kinesiske kalender   | 3488 – 3489 辛未 – 壬申 |
| Etiopisk kalender    | 784 – 785               |
| Jødisk kalender      | 4552 – 4553             |
| Hindukalendere       |                         |
| - Vikram Samvat      | 847 – 848               |
| - Shaka Samvat       | 714 – 715               |
| - Kali Yuga          | 3893 – 3894             |
| Iransk kalender      | 170 – 171               |
| Islamisk kalender    | 175 – 176               |

Se også 792 (tal)